# Большое Трифоново
Большое Трифоново  — село в Артёмовском муниципальном округе Свердловской области России.

## Географическое положение
Большое Трифоново расположено в 3 километрах к западу от города Артёмовского, на левом берегу реки Бобровки (левого притока реки Ирбит). Через село проходит автодорога Реж — Артёмовский. В селе расположен остановочный пункт Большое Трифоново Свердловской железной дороги.

## История села
Поселение основано в 1685 году наследниками Трифона из деревни Малой Трифоновки. Первоначально называлось Новое Трифоново, затем Дальнее Трифоново. С 1891 года центр Трифоновской волости, под названием Большое Трифоново. С 1924 года — центр сельского Совета. В 1930 году создан колхоз.

## Иоанно-Предтеченская церковь
В 1903 году была освящена деревянная, однопрестольная церковь. В церкви находился 23-пудовый колокол. Церковь была закрыта в 1930 году, а в советское время снесена.

## Инфраструктура
Есть школа, библиотека, клуб, почта.

## Население
| 2002 | 2010 | 2021 |
| ---- | ---- | ---- |
| 686  | ↗753 | ↘610 |

В 1926 году в селе было 311 хозяйств, 1313 жителей. В 1989 году население 1024 человека.